# 24087 Ciambetti
24087 Ciambetti è un asteroide della fascia principale. Scoperto nel 1999, presenta un'orbita caratterizzata da un semiasse maggiore pari a 2,4168512 UA e da un'eccentricità di 0,2223091, inclinata di 11,57759° rispetto all'eclittica.